# Großes Bauprojekt

Logo des Großen Bauprojekts; ukrainischer Text: Велике будівництво – Програма презідента України („Großes Bauprojekt – ein Programm des Präsidenten der Ukraine“)

Das Große Bauprojekt (ukrainisch Велике будівництво Welyke budiwnyztwo, auch als Großbauprojekt übersetzt), ist ein Regierungsprogramm in der Ukraine, das im März 2020 vom Präsidenten Wolodymyr Selenskyj initiiert wurde. Ziel des Programms ist der Ausbau der Verkehrs-, Bildungs-, Sozial- und Sportinfrastruktur im Land. Koordiniert wird das Programm von Jurij Holyk, der in mehreren journalistischen Untersuchungen und strafrechtlichen Verfahren im Zusammenhang mit der Vergabe von Haushaltsmitteln und staatlichen Aufträgen genannt wird.
In der Öffentlichkeit wird das Programm aufgrund weit verbreiteter Korruptionsvorwürfe und ineffizienter Mittelverwendung gelegentlich spöttisch als Großer Diebstahl (Велике крадівництво Welyke kradiwnyztwo)
bezeichnet. Laut einer Umfrage des Rasumkow-Zentrums kurz vor der umfassenden russischen Invasion 2022 hielten 57,1 % der Befragten die Finanzierung der Streitkräfte der Ukraine für wichtiger als die Umsetzung des Programms.

## Geschichte
Das Programm wurde im März 2020 vom Präsidenten der Ukraine, Wolodymyr Selenskyj, initiiert. Mit der Umsetzung begann das Ministerium für Gemeinde- und Regionalentwicklung.
Im Rahmen des Programms wurden Schulen, Kindergärten und Sportinfrastrukturen wiederhergestellt und neu gebaut. Im Jahr 2020 war die Fertigstellung von zehn seit langem unvollendeten Projekten geplant.
Im Laufe des Jahres 2020 wurden 150 km Straßen repariert, die zu internationalen Grenzübergängen führen,
sowie 216 Brücken gebaut und saniert.
Das Programm wurde vor dem Hintergrund der COVID-19-Pandemie gestartet und schuf laut Selenskyj 200.000 Arbeitsplätze.

## Rolle von Jurij Holyk

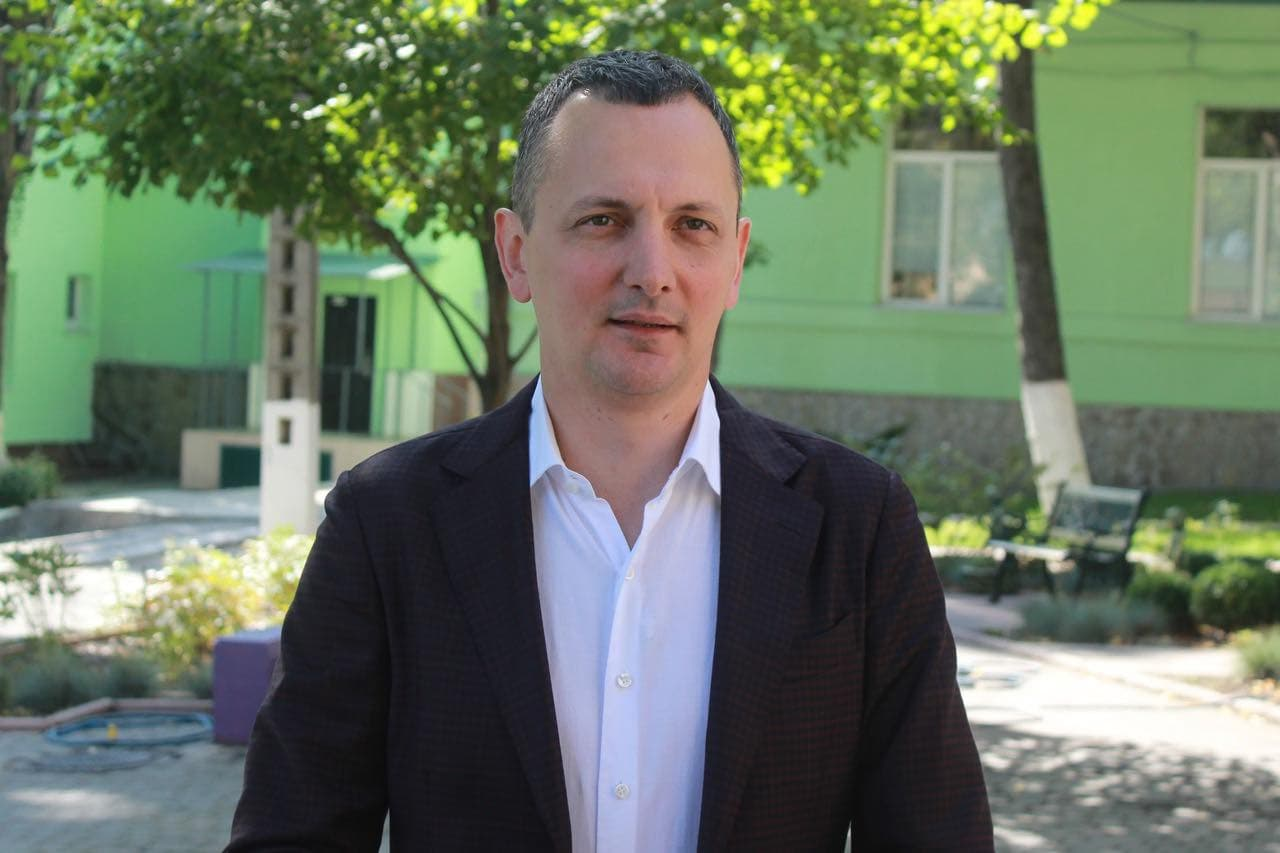
Jurij Holyk, Koordinator des „Großbauprojekts“

Eine Schlüsselrolle bei der Umsetzung des Programms spielte Jurij Holyk, der ehemalige Berater von Walentyn Resnitschenko, dem Leiter der Gebietsverwaltung Dnipropetrowsk.
Er koordinierte die Informationsbegleitung des Projekts und war an der Vergabe von Aufträgen beteiligt. Allerdings war Holyks Tätigkeit im Projekt von zahlreichen Korruptionsskandalen und journalistischen Untersuchungen begleitet.
Im Jahr 2022 veröffentlichten Investigativjournalisten Informationen darüber, dass die Firma „Budinvest Inzhyniring“, deren Miteigentümerin eine enge Freundin von Resnitschenko ist, milliardenschwere Aufträge für Straßenbauarbeiten im Rahmen des Programms erhalten hatte.
Nach der Veröffentlichung dieser Recherchen führte das Nationale Antikorruptionsbüro der Ukraine (NABU) Durchsuchungen bei Jurij Holyk durch, da der Verdacht auf korrupte Machenschaften bestand.
Darüber hinaus wurden auf Holyks Mobiltelefon Nachrichten mit einem Auftragnehmer gefunden, der Staatsaufträge im Wert von über 4 Milliarden Hrywnja erhalten hatte.
In diesen Nachrichten wurde die Koordination der Aktivitäten zwischen Holyk und dem Auftragnehmer besprochen, unter anderem die Vergabe von Subventionen und der Fortschritt der Bauarbeiten.
Trotz des Fehlens einer offiziellen Position dokumentierten Journalisten seine regelmäßigen Besuche im Büro des Präsidenten der Ukraine, was auf einen informellen Einfluss in den Machtstrukturen hindeutet.

## Kritik
Das „Große Bauprojekt“ wurde von Journalisten kritisiert, da es sich um eine mediale PR-Kampagne von Präsident Selenskyj handele. Es gab keine Regierungsdokumente mit einer Liste von Projekten oder Teilnahmekriterien. Zudem wurden viele Objekte des „Großen Bauprojekts“ bereits vor Beginn des Programms gebaut, aber offiziell unter dem Namen des Regierungsprogramms eröffnet.
Im Jahr 2020 wurden im Rahmen des „Großen Bauprojekts“ 4000 km Straßen für 120 Milliarden Hrywnja gebaut. Im Vergleich dazu wurden 2018 für 40 Milliarden Hrywnja 3800 km gebaut – die Kosten haben sich somit verdreifacht. Aus diesem Grund wird das Programm oft als „Großer Diebstahl“ bezeichnet. Im Jahr 2020 registrierten die Strafverfolgungsbehörden 429 Straftaten im Zusammenhang mit Arbeiten im Rahmen des „Großen Bauprojekts“.
Darüber hinaus nutzten das Präsidialamt der Ukraine und lokale Behörden das Programm für PR-Zwecke. An Baustellen wurden Werbeschilder aufgestellt und mehrere ukrainische Politiker gestalteten ihre Social-Media-Profile mit dem Branding des „Großen Bauprojekts“.
Die Regierungspartei Diener des Volkes warb vor den Kommunalwahlen 2020 mit der Umsetzung des Programms.
Kritiker des Programms verweisen auch auf Kartellabsprachen, da sechs Unternehmen im Jahr 2020 rund 67 % aller Ausschreibungen von Ukravtodor gewannen.
Einer der Kritiker war der Berater des Präsidialamts und ehemalige Finanzminister der Ukraine, Ihor Umanskyj, der von der Nutzung von Geldern des COVID-19-Fonds für den Straßenbau sprach.

## Bewertungen

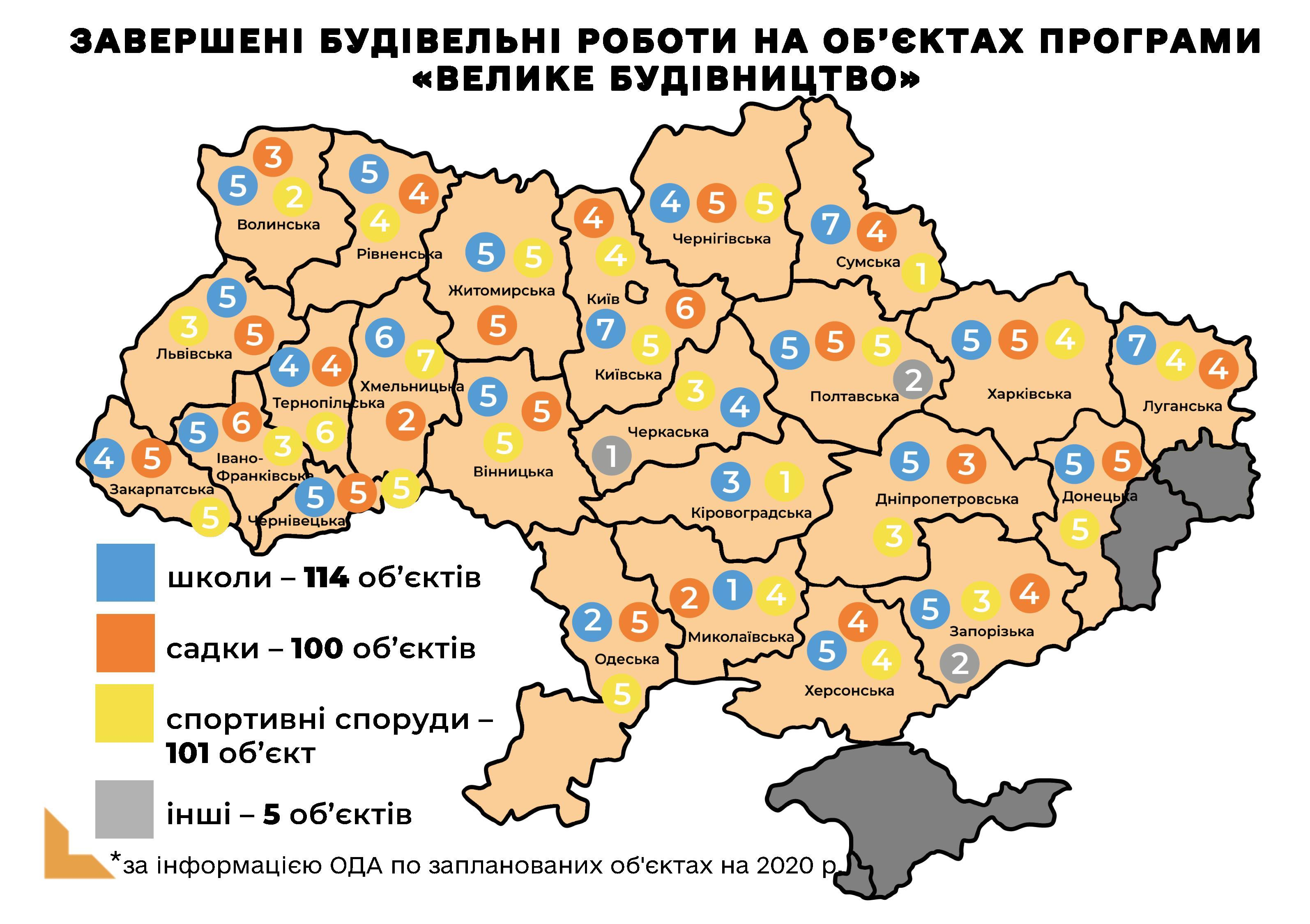
Abgeschlossene Bauarbeiten an Objekten des Programms „Großes Bauprojekt“ im Jahr 2020

In den Jahren 2022–2023 geriet das Programm zusätzlich in die Kritik, da es trotz der zunehmenden Bedrohung durch die umfassende Invasion Russlands weiterhin vorrangig Infrastrukturprojekte finanzierte. Experten und zivilgesellschaftliche Aktivisten merkten an, dass erhebliche Ressourcen für die Stärkung der Verteidigungsfähigkeit des Staates hätten eingesetzt werden können und dass ein Teil der Ausgaben des Programms „Großes Bauprojekt“ angesichts des Kriegsrechts als ineffizient angesehen wird.
Laut einer Umfrage des Rasumkow-Zentrums kurz vor dem großangelegten russischen Einmarsch hielten 57,1 % der Befragten die Finanzierung der Armee für wichtiger als die Umsetzung des Programms „Großes Bauprojekt“.

## Finanzierung während des Krieges
Im August 2022 berichteten Investigativjournalisten, dass der Staat trotz des großangelegten russischen Einmarsches weiterhin Straßenbauprojekte finanzierte, ohne dabei das elektronische Beschaffungssystem „Prozorro“ zu verwenden.
Die größten Zahlungen erhielt das Unternehmen „Budinvest Inzhyniring“, das mit der Gebietsverwaltung von Dnipropetrowsk und dem Koordinator des Programms „Großes Bauprojekt“, Jurij Holyk, verbunden ist.
| Auftragnehmer                     | Auszahlungssumme (UAH) |
| --------------------------------- | ---------------------- |
| „Budinvest Inzhyniring“           | 1.034.611.599          |
| „Automagistral 2016“              | 197.096.724            |
| „Automagistral-Pivden“            | 172.305.506            |
| „Onur Construction International“ | 139.916.647            |
| „Techno-Bud-Zentrum“              | 128.055.995            |
| „Oblavtodor Charkiw“              | 127.072.306            |
| „Oblavtodor Chmelnyzkyj“          | 104.453.079            |
| „Rostdorstroj“                    | 100.057.504            |
| „Spez Komplekt Postach“           | 92.556.163             |
| „SUNP Avtostrada“                 | 75.866.659             |
| „PP Avtomahistral“                | 75.257.214             |

## Galerie

Objekte des Programms „Großes  Bauprojekt“
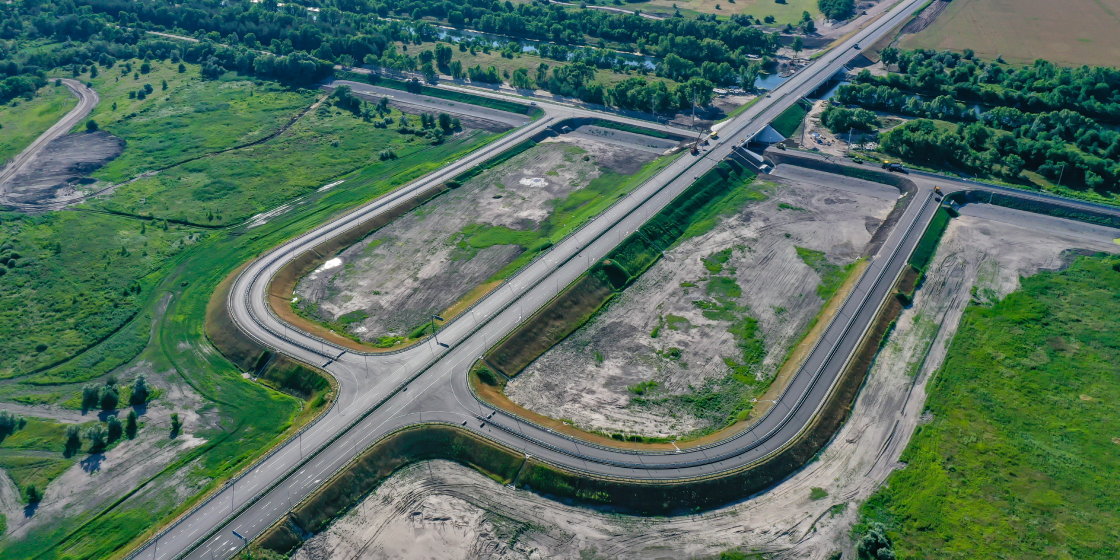
Autobahn von Saporischschja nach Mariupol
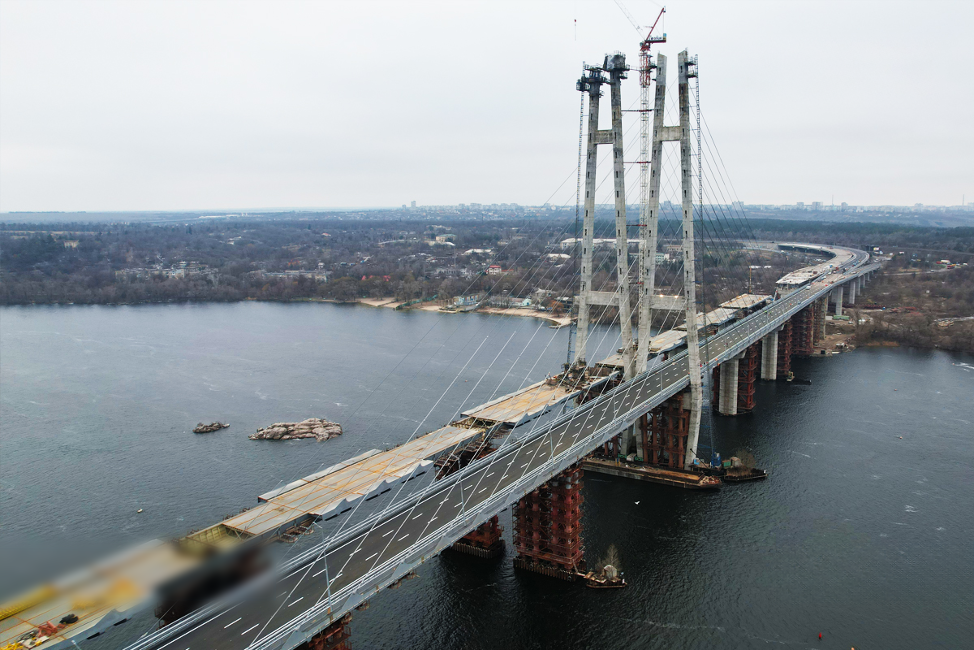
Neue Brücke über den Dnipro in Saporischschja
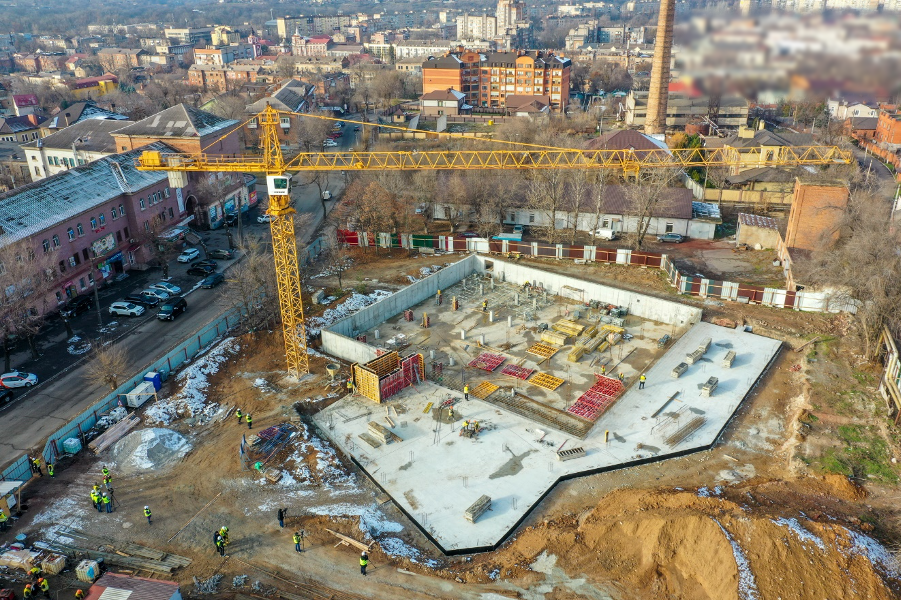
Bau eines Schwimmbads in Krywyj Rih
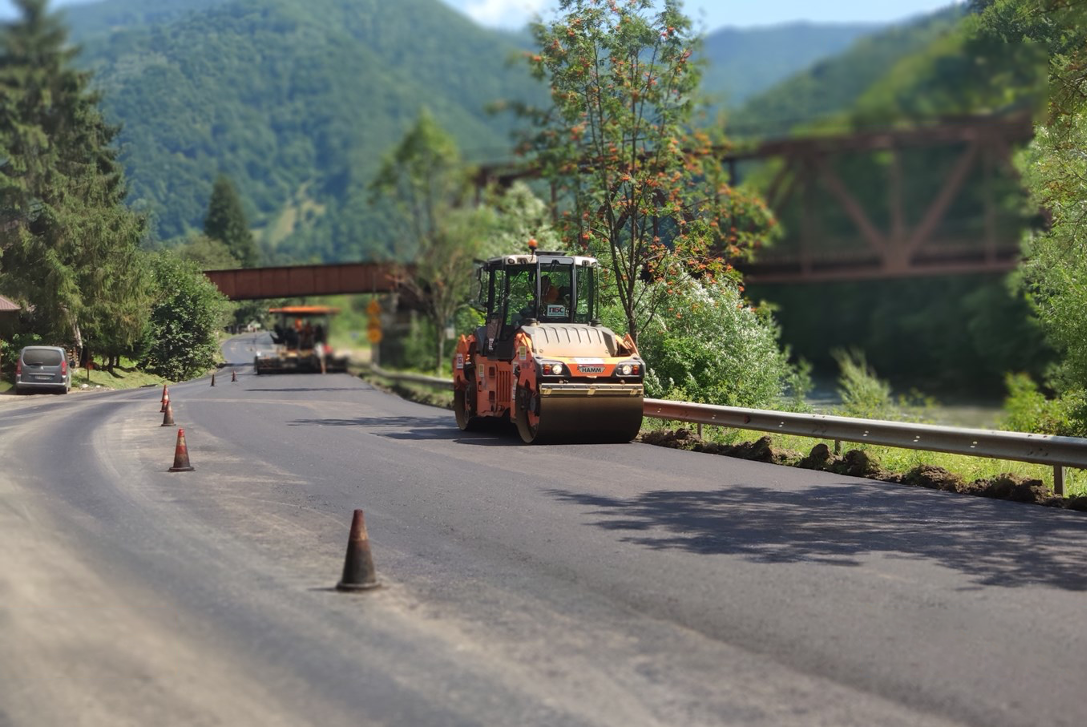
Straßenreparatur in der Oblast Transkarpatien
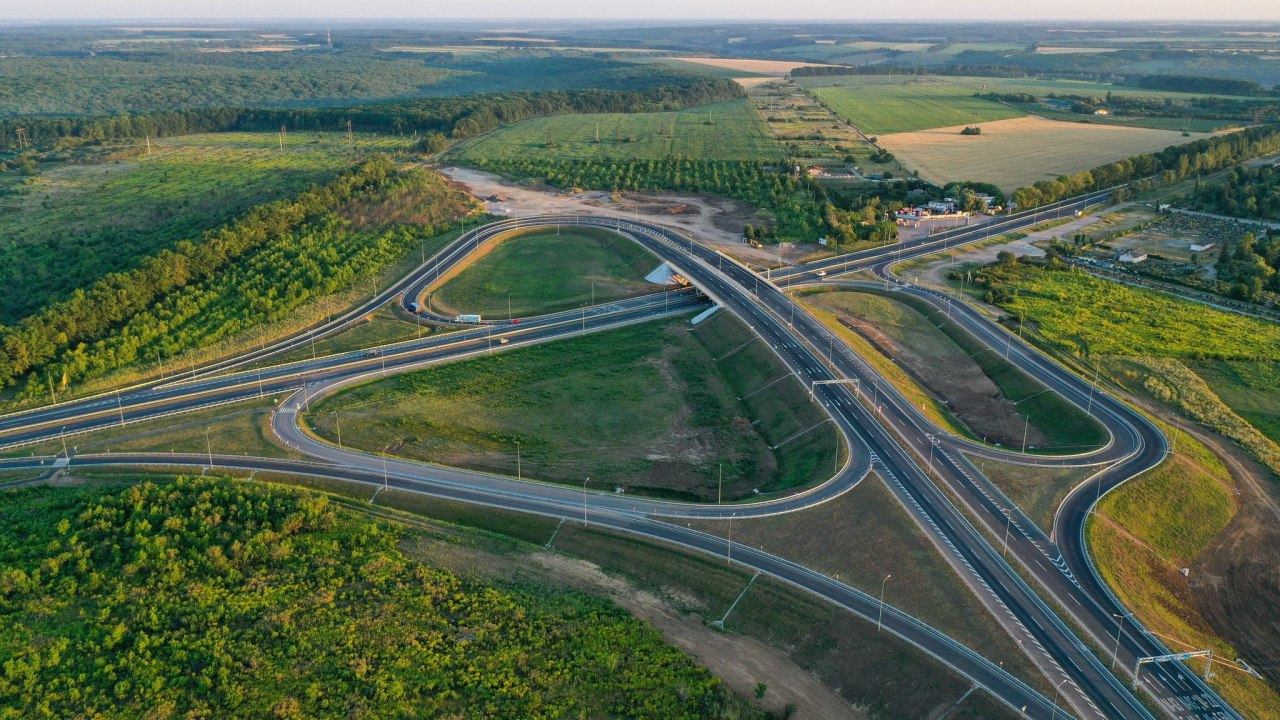
Straße M03 Kiew – Charkiw – Dowschanski